# 梓みちよ
梓 みちよ（あづさ みちよ、1943年6月4日 - 2020年1月29日）は、日本の歌手、女優。本名は林 美千代（はやし みちよ）。血液型はO型。株式会社アラベスク所属で株式会社プロダクション尾木と業務提携。
日本統治下の朝鮮釜山市生まれ。福岡県福岡市博多区出身。福岡女学院中学校・高等学校2年中退。宝塚音楽学校中退。1960年代から1970年代を中心にヒットを飛ばした。アメリカンポップスから歌謡曲まで幅広いレパートリーを持つ。

## 略歴
1960年、福岡女学院高校を2年で中退して宝塚音楽学校に48期生として入学。同校在学中に渡辺プロダクションのオーディションに応募し合格し、上京し契約する（宝塚音楽学校は中退）。
約1年間のレッスンを経て、1962年に“ボサノバ娘”のキャッチフレーズでキングレコードより「ボッサ・ノバでキッス」でデビューし、歌手として本格的に活動を始める。
芸名の名付け親は渡辺プロダクション創業者の渡辺晋。「梓弓のようにしなやかで強くなって欲しい」の意味で名付けられたという。
1963年7月、『夢であいましょう』の今月の歌として発表された「こんにちは赤ちゃん」（作詞・永六輔、作曲・中村八大）が大ヒットとなり、同年12月の第5回日本レコード大賞の大賞を受賞。また『第14回NHK紅白歌合戦』にも初出場を果たし、人気歌手としての地位を得た。また同曲は翌1964年3月の第36回選抜高校野球大会の開会式入場行進曲に採用された。更には1964年5月に東京都文京区の椿山荘で開かれた学習院初等科同窓会に招待されて、昭和天皇の御前でこの歌を披露した。明治時代以降において日本芸能界初の天覧歌謡曲となる。
しかしその後は、1969年の『第20回NHK紅白歌合戦』まで7年連続出場していた紅白歌合戦も翌1970年に落選、1973年まで4年間出演出来なかった。1971年に俳優の和田浩治と結婚したが、翌1972年に離婚している。
1974年には床に座り込んで歌う「二人でお酒を」（作詞・山上路夫、作曲・平尾昌晃）が久々に大ヒット。同曲で第5回日本歌謡大賞・放送音楽賞、同年末の第16回日本レコード大賞・大衆賞をそれぞれ受賞し、また『第25回NHK紅白歌合戦』にも5年ぶり8回目の復帰出場を果たし、イメージ・チェンジを成功させた。一方、1971年7月から1978年2月まで『新婚さんいらっしゃい!』（司会・桂三枝）の2代目アシスタントを務めていた。
1975年末の『第26回NHK紅白歌合戦』は、第二次世界大戦中に流行したドイツの歌謡曲「リリー・マルレーン」を日本語詞で歌唱。
1976年は「メランコリー」（作詞・喜多条忠、作曲・吉田拓郎）が翌1977年にかけてロングヒット。同曲で1976年末に第18回日本レコード大賞・編曲賞（編曲・萩田光雄）を受賞し、『第27回NHK紅白歌合戦』に3年連続で出演した。
1979年、レコード会社をCBS・ソニー（現在のソニー・ミュージックレーベルズ）に移籍。同年日本専売公社（現在の日本たばこ産業）「パートナー」のCMソングに採用された「よろしかったら」（作詞・阿木燿子、作曲・筒美京平）がスマッシュヒット。1982年、前年の1981年5月に37歳で死去したシンガーソングライター・大塚博堂の「トマトジュースで追いかえすのかい」（作詞・阿久悠、作曲・大塚博堂）をカバーした。
1992年には『第43回NHK紅白歌合戦』に16年ぶり11回目の紅白カムバック出場を果たし、同年6月に死去した作曲家・中村八大を偲んで「こんにちは赤ちゃん」を歌唱した。
持ち歌である「こんにちは赤ちゃん」を自身で封印し長年コンサートでは歌わなかった。その理由は「この歌は今、私にとって重すぎる」「いまさらこの歌は私には似合わない」などというものだったが、2002年の40周年記念コンサートでのアンコールの際に「初めて、心からこの歌の素晴らしさを理解することが出来た。こんな良い歌を今まで歌わなかったのか、情けない」と言い、封印を解き歌唱。2006年には、「この曲は私にとって世に出してもらうきっかけであり、一番の宝物だから、大切にしよう。40年かかって、そんな気持ちになれたから、アンコールの最後に、やっと歌えたんです」と明かした。以後はステージでも必ず歌うようになった。「こんにちは赤ちゃん」の封印を解いた理由について、梓自身は「米国で日系の一世、二世の方々の前で（「こんにちは赤ちゃん」を）歌った時に皆さんが涙を流しているのを見て後悔したから」とも語っていた。
晩年は「良い歌は古い歌でも後輩の歌でも関係なく歌っていきたい」とJポップ、歌謡曲からタンゴ、シャンソンなど幅広いジャンルの歌を歌った。
2020年2月3日、東京都内の自宅で1月末に死去していたことが公表された。所属事務所によると、出演番組の打ち合わせで1月29日に訪れたマネージャーが、ベッドの上で亡くなっていた梓を見付けたという。マネージャーは警察に通報したが、事件性はなく、その場で死亡が確認された。76歳没。死因は心不全だった。
2020年2月9日にBSテレ東で「緊急特番 ありがとう！梓みちよさん」が放送された。司会は合田道人と水原恵理。

## 人物
- 『さんまのまんま』第69回（1986年10月6日）に出演した時、明石家さんまの失礼な言動に対し怒って、グラスのシャンパンをさんまに対して掛けた。後日謝罪し、さんまにブレスレットをプレゼントした[5]。ちなみに、騒動後に出したシングルのタイトルは『シャンペンでこんや破産』であった。
- 2016年7月11日、同年7月7日に83歳で死去した「こんにちは赤ちゃん」の作詞家・永六輔の訃報を受け、梓は「突然の訃報にただ驚いております。最後にお会いしたのは2年前『夢であいましょう』のイベントで、その時は『こんにちは赤ちゃんのアンサーソングを作ろうよ』の話で盛り上がり、お元気な印象でした。私がデビュー間もない頃に永さん作詞、中村八大さん作曲の『こんにちは赤ちゃん』の曲を頂いた時『ママでもないのにどう歌えばいいんですか？』と泣きそうになりながら聞いた処『いいかい、女性はみんな母性本能があるんだ。胸に玉のようなかわいい赤ちゃんを抱いていると思って歌えばいいんだよ』とアドバイスを頂きました。その言葉が昨日のように思い出されます。永さんなしでは『梓みちよ』という歌手は誕生しませんでした。感謝の気持ちしかありません。有難う御座いました。ご冥福をお祈り申し上げます」と追悼のコメントを発表した[14]。

## ディスコグラフィ

### シングル
| #  | 発売日          | A/B面 | タイトル                         | 作詞              | 作曲                  | 編曲         | レーベル              | 規格品番  |
| -- | --------------- | ----- | -------------------------------- | ----------------- | --------------------- | ------------ | --------------------- | --------- |
| 1  | 1963年1月20日   | A面   | ボッサ・ノバでキッス             | 水島哲            | J.Sherman N.Sherman   | 宮川泰       | キング レコード       | EB-7176   |
| 1  | 1963年1月20日   | B面   | 恋のゆきどまり                   | あらかはひろし    | C.King J.Keller       | 宮川泰       | キング レコード       | EB-7176   |
| 2  | 1963年 2月      | A面   | スカイリング・デイト             | 横井弘            | 宮川泰                | 宮川泰       | キング レコード       | EB-7178   |
| 2  | 1963年 2月      | B面   | グッドバイ・ジョー               | 星加ルミ子        | H.Wittstatt           | 東海林修     | キング レコード       | EB-7178   |
| 3  | 1963年 3月20日  | A面   | 恋はボッサ・ノバ                 | 水島哲            | B.Mann C.Weil         | 森岡賢一郎   | キング レコード       | EB-7192   |
| 3  | 1963年 3月20日  | B面   | すてきなメモリー                 | 池すすむ          | B.Arthur A.Lorber     | 東海林修     | キング レコード       | EB-7192   |
| 4  | 1963年 5月15日  | A面   | 渚のデイト                       | 漣健児            | B.Davis T.Murray      | 宮川泰       | キング レコード       | EB-7205   |
| 4  | 1963年 5月15日  | B面   | ラスト・ダンスを私と             | あらかはひろし    | D.Pomus M.Schuman     | 宮川泰       | キング レコード       | EB-7205   |
| 5  | 1963年 6月      | A面   | ヘイ・ポーラ                     | みナみカズみ      | R.Hildebrand          | 東海林修     | キング レコード       | EB-7220   |
| 5  | 1963年 6月      | B面   | 黒い瞳に青い空                   | あらかはひろし    | M.Panzeri             | 東海林修     | キング レコード       | EB-7220   |
| 6  | 1963年 11月1日  | A面   | こんにちは赤ちゃん               | 永六輔            | 中村八大              | 中村八大     | キング レコード       | EB-1000   |
| 6  | 1963年 11月1日  | B面   | いつもの小道で                   | 永六輔            | 中村八大              | 中村八大     | キング レコード       | EB-1000   |
| 7  | 1964年 1月20日  | A面   | ダンケ・シェーン                 | 加茂亮二          | B.Kaempfert           | 東海林修     | キング レコード       | EB-7259   |
| 7  | 1964年 1月20日  | B面   | 月光価千金                       | 福地美穂子        | L.Shay                | 東海林修     | キング レコード       | EB-7259   |
| 8  | 1964年 3月      | A面   | ラスト・ダンスを私と             | あらかはひろし    | D.Pomus M.Schuman     | 宮川泰       | キング レコード       | BS-7004   |
| 8  | 1964年 3月      | B面   | 二人で夢を                       | 安井かずみ        | A.Kent                | 東海林修     | キング レコード       | BS-7004   |
| 9  | 1964年 5月1日   | A面   | おかあさん                       | 江間章子          | 中田喜直              | 中田喜直     | キング レコード       | BS-10     |
| 9  | 1964年 5月1日   | B面   | 12と13                           | 水木ひろし        | 桜井順                | 東海林修     | キング レコード       | BS-10     |
| 10 | 1964年 6月1日   | A面   | 夢みる想い                       | あらかはひろし    | N.Salerno             | 東海林修     | キング レコード       | BS-7017   |
| 10 | 1964年 6月1日   | B面   | ウィッシング・ウェル             | 南新              | L.Weiss L.Edwards Jr. | 東海林修     | キング レコード       | BS-7017   |
| 11 | 1964年 10月31日 | A面   | リンデンバウムの歌               | 岩谷時子          | 山本直純              | 山本直純     | キング レコード       | BS-121    |
| 11 | 1964年 10月31日 | B面   | 夕陽が似合う                     | 安井かずみ        | 東海林修              | 東海林修     | キング レコード       | BS-121    |
| 12 | 1964年 12月10日 | A面   | 白い想い出                       | 山崎唯            | 山崎唯                | 森岡賢一郎   | キング レコード       | BS-145    |
| 12 | 1964年 12月10日 | B面   | 幸福を祈ろう                     | 永六輔            | いずみたく            | 森岡賢一郎   | キング レコード       | BS-145    |
| 13 | 1965年 4月10日  | A面   | 忘れな草をあなたに               | 木下龍太郎        | 江口浩司              | 山本直純     | キング レコード       | BS-207    |
| 13 | 1965年 4月10日  | B面   | 虹を掴もうよ                     | 岩谷時子          | 山本直純              | 山本直純     | キング レコード       | BS-207    |
| 14 | 1965年 7月10日  | A面   | 言えばよかった                   | 岩谷時子          | 萩原哲晶              | 萩原哲晶     | キング レコード       | BS-266    |
| 14 | 1965年 7月10日  | B面   | ごめんなさい                     | 安井かずみ        | 松宮庄一郎            | 宮川泰       | キング レコード       | BS-266    |
| 15 | 1965年 10月20日 | A面   | 忘れたはずなのに                 | 安井かずみ        | 宮川泰                | 宮川泰       | キング レコード       | BS-330    |
| 15 | 1965年 10月20日 | B面   | 笑顔をみせて                     | 松原雅彦          | 白石信                | 宮川泰       | キング レコード       | BS-330    |
| 16 | 1966年 3月1日   | A面   | ねむの木の子守歌                 | 皇太子妃美智子    | 山本正美              | 山本直純     | キング レコード       | BS-410    |
| 16 | 1966年 3月1日   | B面   | おめめがさめればかあさん         | サトウハチロー    | 中田喜直              | 中田喜直     | キング レコード       | BS-410    |
| 17 | 1966年 6月20日  | A面   | ポカン・ポカン                   | 三木トリロー      | 三木トリロー          | 宮川泰       | キング レコード       | BS-446    |
| 17 | 1966年 6月20日  | B面   | 憶えているかしら                 | 横井弘            | 小川寛興              | 森岡賢一郎   | キング レコード       | BS-446    |
| 18 | 1966年 9月10日  | A面   | 赤いつるばら                     | 水島哲            | 平尾昌晃              | 森岡賢一郎   | キング レコード       | BS-492    |
| 18 | 1966年 9月10日  | B面   | 白い浜                           | 弾厚作            | 弾厚作                | 森岡賢一郎   | キング レコード       | BS-492    |
| 19 | 1967年 2月1日   | A面   | キッスして                       | 岩谷時子          | いずみたく            | いずみたく   | キング レコード       | BS-579    |
| 19 | 1967年 2月1日   | B面   | お嫁さん                         | 岩谷時子          | 宮川泰                | 森岡賢一郎   | キング レコード       | BS-579    |
| 20 | 1967年 6月10日  | A面   | 渚のセニョリーナ                 | 尾中美千絵        | 平尾昌晃              | 森岡賢一郎   | キング レコード       | BS-658    |
| 20 | 1967年 6月10日  | B面   | 二人の夏                         | 尾中美千絵        | 平尾昌晃              | 森岡賢一郎   | キング レコード       | BS-658    |
| 21 | 1967年 10月20日 | A面   | 恋のギターラ                     | 尾中美千絵        | 平尾昌晃              | 森岡賢一郎   | キング レコード       | BS-734    |
| 21 | 1967年 10月20日 | B面   | 恋してる                         | 平尾昌晃 加茂亮二 | 平尾昌晃              | 森岡賢一郎   | キング レコード       | BS-734    |
| 22 | 1968年 2月20日  | A面   | あなたの時計                     | 有馬三恵子        | 鈴木淳                | 森岡賢一郎   | キング レコード       | BS-790    |
| 22 | 1968年 2月20日  | B面   | ふたりのこころ                   | 尾中美千絵        | 平尾昌晃              | 森岡賢一郎   | キング レコード       | BS-790    |
| 23 | 1968年 6月1日   | A面   | 月夜と舟と恋                     | 有馬三恵子        | 鈴木淳                | 森岡賢一郎   | キング レコード       | BS-840    |
| 23 | 1968年 6月1日   | B面   | 夜はバラ色                       | 有馬三恵子        | 鈴木淳                | 森岡賢一郎   | キング レコード       | BS-840    |
| 24 | 1968年 10月1日  | A面   | 愛せないの                       | 岩谷時子          | 宮川泰                | 宮川泰       | キング レコード       | BS-906    |
| 24 | 1968年 10月1日  | B面   | めぐり逢うために                 | 山上路夫          | 平尾昌晃              | 森岡賢一郎   | キング レコード       | BS-906    |
| 25 | 1969年 2月1日   | A面   | だけど愛してる                   | 泉川蓉子          | 大島四郎              | 森岡賢一郎   | キング レコード       | BS-955    |
| 25 | 1969年 2月1日   | B面   | 夜のせいなの                     | なかにし礼        | 鈴木淳                | 森岡賢一郎   | キング レコード       | BS-955    |
| 26 | 1969年 6月20日  | A面   | 渚のSha La La                    | 尾中美千絵        | 鈴木邦彦              | 宮川泰       | キング レコード       | BS-1019   |
| 26 | 1969年 6月20日  | B面   | 熱い愛                           | 尾中美千絵        | 鈴木邦彦              | 宮川泰       | キング レコード       | BS-1019   |
| 27 | 1969年 10月20日 | A面   | 麗人の唄                         | サトウハチロー    | 堀内敬三              | 宮川泰       | キング レコード       | BS-1088   |
| 27 | 1969年 10月20日 | B面   | 愛の新世界                       | なかにし礼        | 鈴木邦彦              | 鈴木邦彦     | キング レコード       | BS-1088   |
| 28 | 1970年 3月1日   | A面   | 朝とブラック・タイ               | 山口あかり        | 平尾昌晃              | 小谷充       | キング レコード       | BS-1156   |
| 28 | 1970年 3月1日   | B面   | 一年前の街角で                   | 山口あかり        | 平尾昌晃              | 小谷充       | キング レコード       | BS-1156   |
| 29 | 1970年 7月20日  | A面   | 売れ残ってます                   | 増永直子          | 鈴木淳                | 船木謙一     | キング レコード       | BS-1242   |
| 29 | 1970年 7月20日  | B面   | ナルシズム                       | 山上路夫          | 鈴木淳                | 船木謙一     | キング レコード       | BS-1242   |
| 30 | 1970年 12月1日  | A面   | 愛されてます                     | 増永直子          | 中村泰士              | 森岡賢一郎   | キング レコード       | BS-1299   |
| 30 | 1970年 12月1日  | B面   | 悲しい旅                         | 増永直子          | 中村泰士              | 森岡賢一郎   | キング レコード       | BS-1299   |
| 31 | 1971年 4月      | A面   | 陽のあたる窓辺                   | 岩谷時子          | いずみたく            | 大柿隆       | キング レコード       | BS-1371   |
| 31 | 1971年 4月      | B面   | もう来ない明日                   | 岩谷時子          | いずみたく            | 大柿隆       | キング レコード       | BS-1371   |
| 32 | 1971年 12月     | A面   | ここに幸あり                     | 高橋掬太郎        | 飯田三郎              | 宮川泰       | キング レコード       | BS-1453   |
| 32 | 1971年 12月     | B面   | 約束                             | 千家和也          | 山本とおる            | 宮川泰       | キング レコード       | BS-1453   |
| 33 | 1972年 6月      | A面   | 愛はルフラン                     | 安井かずみ        | R.Jeannot             | 田辺信一     | キング レコード       | BS-1554   |
| 33 | 1972年 6月      | B面   | 眼が覚めて                       | 千家和也          | 田辺信一              | 田辺信一     | キング レコード       | BS-1554   |
| 34 | 1974年 3月25日  | A面   | 二人でお酒を                     | 山上路夫          | 平尾昌晃              | 森岡賢一郎   | キング レコード       | BS-1811   |
| 34 | 1974年 3月25日  | B面   | 両手で愛して                     | 小谷夏            | 森田公一              | 高田弘       | キング レコード       | BS-1811   |
| 35 | 1974年 9月      | A面   | 淋しがりや                       | 山口洋子          | 平尾昌晃              | 森岡賢一郎   | キング レコード       | BS-1871   |
| 35 | 1974年 9月      | B面   | 別ればなし                       | 山口洋子          | 平尾昌晃              | 森岡賢一郎   | キング レコード       | BS-1871   |
| 36 | 1975年 4月      | A面   | あかいサルビア                   | 山口洋子          | 平尾昌晃              | 森岡賢一郎   | キング レコード       | BS-1919   |
| 36 | 1975年 4月      | B面   | リリー・マルレーン               | 片桐和子          | N.Schultze            | 森岡賢一郎   | キング レコード       | BS-1919   |
| 37 | 1975年 8月      | A面   | よこがお                         | 山口洋子          | 宮川泰                | 宮川泰       | キング レコード       | BS-1952   |
| 37 | 1975年 8月      | B面   | 九月の渚                         | 山口洋子          | 平尾昌晃              | 森岡賢一郎   | キング レコード       | BS-1952   |
| 38 | 1976年 2月      | A面   | 二日酔い                         | 阿久悠            | 森田公一              | 竜崎孝路     | キング レコード       | BS-1995   |
| 38 | 1976年 2月      | B面   | 独りあるき                       | 山口洋子          | 平尾昌晃              | 森岡賢一郎   | キング レコード       | BS-1995   |
| 39 | 1976年 9月21日  | A面   | メランコリー                     | 喜多条忠          | 吉田拓郎              | 萩田光雄     | キング レコード       | GK-47     |
| 39 | 1976年 9月21日  | B面   | 雪どけ                           | 麻生香太郎        | F.Hallander           | 森岡賢一郎   | キング レコード       | GK-47     |
| 40 | 1977年 4月      | A面   | 女達のキィ・ワード               | 阿木燿子          | 宇崎竜童              | 馬飼野康二   | キング レコード       | GK-86     |
| 40 | 1977年 4月      | B面   | UP AND DOWN                      | 阿木燿子          | 宇崎竜童              | 萩田光雄     | キング レコード       | GK-86     |
| 41 | 1977年 9月      | A面   | ノクターン                       | 喜多条忠          | 常富喜雄              | 川口真       | キング レコード       | GK-134    |
| 41 | 1977年 9月      | B面   | ひとり暮し                       | 青山孝            | 青山孝                | 川口真       | キング レコード       | GK-134    |
| 42 | 1978年 3月      | A面   | 銀河系まで飛んでいけ!            | 喜多條忠          | 吉田拓郎              | 馬飼野康二   | キング レコード       | GK-162    |
| 42 | 1978年 3月      | B面   | ミストレス                       | 山口洋子          | 川口真                | 馬飼野康二   | キング レコード       | GK-162    |
| 43 | 1978年 5月      | A面   | 熱帯夜                           | 阿木燿子          | 宇崎竜童              | 船山基紀     | キング レコード       | GK-208    |
| 43 | 1978年 5月      | B面   | フィニッシュ                     | 阿木燿子          | 宇崎竜童              | 船山基紀     | キング レコード       | GK-208    |
| 44 | 1978年 10月     | A面   | 信天翁                           | 谷村新司          | 谷村新司              | 萩田光雄     | キング レコード       | GK-254    |
| 44 | 1978年 10月     | B面   | ミッドナイト・ブルー             | 谷村新司          | 谷村新司              | 萩田光雄     | キング レコード       | GK-254    |
| 45 | 1979年 9月21日  | A面   | よろしかったら                   | 阿木燿子          | 筒美京平              | 筒美京平     | CBS・ソニー           | 06SH-632  |
| 45 | 1979年 9月21日  | B面   | ビロードの爪                     | 阿木燿子          | 筒美京平              | 筒美京平     | CBS・ソニー           | 06SH-632  |
| 46 | 1980年 3月21日  | A面   | 淋しい兎を追いかけないで         | 阿木燿子          | 筒美京平              | 筒美京平     | CBS・ソニー           | 06SH-731  |
| 46 | 1980年 3月21日  | B面   | コーランの恋人                   | 阿木燿子          | 筒美京平              | 筒美京平     | CBS・ソニー           | 06SH-731  |
| 47 | 1980年 8月21日  | A面   | 小心者                           | 中村泰士          | 中村泰士              | 萩田光雄     | CBS・ソニー           | 07SH-836  |
| 47 | 1980年 8月21日  | B面   | 純情馬鹿                         | 中村泰士          | 中村泰士              | 大浜和史     | CBS・ソニー           | 07SH-836  |
| 48 | 1981年 5月1日   | A面   | 行きずり－日本の美女たちへ－     | 五輪真弓          | 五輪真弓              | 若草恵       | CBS・ソニー           | 07SH-981  |
| 48 | 1981年 5月1日   | B面   | 思うままの女                     | 五輪真弓          | 五輪真弓              | 若草恵       | CBS・ソニー           | 07SH-981  |
| 49 | 1981年 9月21日  | A面   | いま、親友                       | 有馬三恵子        | 小杉保夫              | 松井忠重     | CBS・ソニー           | 07SH-1058 |
| 49 | 1981年 9月21日  | B面   | アムール アムール                | 有馬三恵子        | 小杉保夫              | 松井忠重     | CBS・ソニー           | 07SH-1058 |
| 50 | 1982年 4月1日   | A面   | トマトジュースで追いかえすのかい | 阿久悠            | 大塚博堂              | 後藤次利     | CBS・ソニー           | 07SH-1141 |
| 50 | 1982年 4月1日   | B面   | 裏面                             | 島武実            | 岡本一生              | 後藤次利     | CBS・ソニー           | 07SH-1141 |
| 51 | 1982年 9月1日   | A面   | 恋はウー・ラ・ラ・ラ             | 安井かずみ        | 加藤和彦              | 清水信之     | CBS・ソニー           | 07SH-1209 |
| 51 | 1982年 9月1日   | B面   | 愛を散らかしていた               | 安井かずみ        | 加藤和彦              | 清水信之     | CBS・ソニー           | 07SH-1209 |
| 52 | 1983年 5月21日  | A面   | もっと人生を下さい               | 安井かずみ        | 加藤和彦              | 若草恵       | CBS・ソニー           | 07SH-1298 |
| 52 | 1983年 5月21日  | B面   | 女の幻想曲                       | 安井かずみ        | 加藤和彦              | 若草恵       | CBS・ソニー           | 07SH-1298 |
| 53 | 1984年 2月1日   | A面   | 耳飾り                           | 安井かずみ        | 加藤和彦              | 矢野誠       | CBS・ソニー           | 07SH-1453 |
| 53 | 1984年 2月1日   | B面   | 真珠をつけた根無し草             | 安井かずみ        | 加藤和彦              | 清水信之     | CBS・ソニー           | 07SH-1453 |
| 54 | 1985年 5月2日   | A面   | いらっしゃい                     | 伊藤薫            | 岡本朗                | 久石譲       | CBS・ソニー           | 07SH-1638 |
| 54 | 1985年 5月2日   | B面   | サファイア色の午後               | 安井かずみ        | 加藤和彦              | 国吉良一     | CBS・ソニー           | 07SH-1638 |
| 55 | 1986年 9月21日  | A面   | ぬすんでもいいわ                 | 岩谷時子          | かしぶち哲郎          | かしぶち哲郎 | CBS・ソニー           | 07SH-1819 |
| 55 | 1986年 9月21日  | B面   | 危険な関係                       | 岩谷時子          | 川口真                | かしぶち哲郎 | CBS・ソニー           | 07SH-1819 |
| 56 | 1986年 11月21日 | A面   | 横恋慕                           | 阿久悠            | 吉田拓郎              | かしぶち哲郎 | ALTY                  | AY07-100  |
| 56 | 1986年 11月21日 | B面   | シャンペンでこんや破産           | 阿久悠            | かしぶち哲郎          | かしぶち哲郎 | ALTY                  | AY07-100  |
| 57 | 1992年 12月2日  | 01    | FOREVER FRIENDS                  | 竹内まりや        | 竹内まりや            | 奈良部匠平   | 東芝EMI               | TODT-2958 |
| 57 | 1992年 12月2日  | 02    | TOKYOシンドローム                | 岡田冨美子        | 西島三重子            | 中村暢之     | 東芝EMI               | TODT-2958 |
| 58 | 1997年 4月21日  | 01    | 愛の落書き                       | 千葉大輔          | 磯田雄志              | 磯田雄志     | バンダイ ミュージック | OHDA-2    |
| 58 | 1997年 4月21日  | 02    | 紫のバラ                         | 千葉大輔          | 磯田雄志              | 磯田雄志     | バンダイ ミュージック | OHDA-2    |
| 59 | 2002年 4月20日  | 01    | Rain 愛しくて                    | 片桐和子          | 宮川泰                | 広瀬千代     | インディーズ          | SKR-0001  |
| 59 | 2002年 4月20日  | 02    | まだまだ世の中捨てたものじゃない | 片桐和子          | 森田哲朗              | 林有三       | インディーズ          | SKR-0001  |

### デュエット・シングル
| 発売日      | デュエット | A/B面 | タイトル                 | 作詞           | 作曲                   | 編曲     | レーベル        | 規格品番 |
| ----------- | ---------- | ----- | ------------------------ | -------------- | ---------------------- | -------- | --------------- | -------- |
| 1963年 6月  | 田辺靖雄   | A面   | けんかでデイト           | みナみカズみ   | Smith Mcduff Couch     | 宮川泰   | キング レコード | EB-7230  |
| 1963年 6月  | 田辺靖雄   | B面   | バイバイ・ハイスクール   | みナみカズみ   | J.Adams B.Smith        | 東海林修 | キング レコード | EB-7230  |
| 1963年 11月 | 田辺靖雄   | A面   | きよしこの夜             | 由木康         | F.Gruber               | 東海林修 | キング レコード | EB-7239  |
| 1963年 11月 | 田辺靖雄   | B面   | 別れのワルツ             | 稲垣千穎       | P.D.                   | 東海林修 | キング レコード | EB-7239  |
| 1964年 3月  | 田辺靖雄   | A面   | 素敵な新学期             | 漣健児         | J.Jackson R.Hildebrand | 東海林修 | キング レコード | EB-7260  |
| 1964年 3月  | 田辺靖雄   | B面   | さよならデイト           | 漣健児         | D.Terry D.Harris       | 東海林修 | キング レコード | EB-7260  |
| 1964年 4月  | 田辺靖雄   | A面   | ひとりだけの歌           | 永六輔         | 中村八大               | 東海林修 | キング レコード | BS-6     |
| 1964年 4月  | 田辺靖雄   | B面   | パララン・パン           | 永六輔         | 中村八大               | 東海林修 | キング レコード | BS-6     |
| 1964年 7月  | 田辺靖雄   | A面   | アウフ・ヴィーダーゼーン | あらかはひろし | E.Townsend J.Holiday   | 東海林修 | キング レコード | BS-7023  |
| 1964年 7月  | 田辺靖雄   | B面   | 二人はステディー         | 安井かずみ     | D.Houston              | 東海林修 | キング レコード | BS-7023  |

### 委託製作盤
- STVの歌（1960年代）札幌テレビ放送イメージソング ※ソノシート
- むかしのむかし（1960年代）北海道民のうた選定委員会 ※ソノシート
- 愛はルフラン/二人でお酒を/こんにちは赤ちゃん ※新婚さんいらっしゃい! 委託EP

### オリジナル・アルバム
- Michiyo Azusa/梓みちよ第一集（1963年7月）
⇒紙ジャケット仕様CD化（2014年5月・ディスクユニオン）
- こんにちは赤ちゃん/梓みちよ第二集（1964年1月） 
⇒CD化（1989年5月・キング194A-16）
- マイ・カップル（1964年1月）田辺靖雄・梓みちよ 
⇒CD化（1989年6月・キング194A-25）
- おかあさん/みちよのヒットパレードVol.3（1964年8月） 
⇒CD化（1989年5月・キング194A-16）
- 二人はステディー/マイ・カップルVol.2（1964年9月）田辺靖雄・梓みちよ        ⇒CD（1989年6月・キング194A-25）
- みちよと歌おう / 梓みちよの抒情歌集（1965年）
- 梓みちよ デラックス（1968年）
- 退職願い―ナツコの結婚―（1970年）
⇒紙ジャケット仕様CD化（2014年5月・ディスクユニオン DSKA-008）
- グラスにうつる愛の詩（1975年4月） 
⇒CD化（1994年2月・キング）
- オリジナル・コレクション（1977年12月）
- 女が男を語るとき（1979年12月）CBSソニー移籍
- リラックス（1980年8月）
- いま、親友（1981年11月）
- 夜会服で…（1982年11月）
⇒CD化（2013年2月・ソニーオーダーメイドファクトリー「夜会服で... + 耳飾り」2 in 1仕様）
- 耳飾り（1984年2月）
⇒CD化（2013年2月・ソニーオーダーメイドファクトリー「夜会服で... + 耳飾り」2 in 1仕様）
- 黄昏のモンテカルロ（1986年11月）CBSソニー《アポロン移籍再発（1987年6月）》
- モスクワの仔猫（1997年4月）バンダイ・ミュージックエンタテインメント

### ベストアルバム/コンピレーション

#### アナログ
- 渚のセニョリーナ（1967年）以下キング・レコード
- 二人でお酒を（1974年）
- ベスト20（1974年）
- ベスト20（1975年）
- メランコリー（ゴールデン・スター・ベスト・アルバム）（1976年）
- ゴールデン・スター・ベスト・アルバム（1977年）
- ベスト（1979年）
- ベスト・スター・ダブル・デラックス（1979年）２枚組LP
- ベスト16
- ベスト14
- THE BEST　 (1980年11月 28AH1098) CBS・ソニー
- THE BEST　 (1981年11月 28AH 1347) CBS・ソニー

#### CD
- 全曲集（1988年）アポロン 〈The 25th Anniversary〉
- ベスト・ヒッツ（1989年）キング・レコード
- ベスト・ヒッツ・コレクション　キング・レコード
- GOLDEN J-POP/THE BEST （1998年11月）Sony Music Entertainment〈CBSソニー時代のベスト〉
- 梓みちよ ベストアルバム（2000年11月）渡辺音楽出版株式会社
- 梓みちよCD-BOX（2002年7月）〈キング・レコード時代1963-1978のCD5枚組BOX〉
- ゴールデン☆ベスト 梓みちよ ニュー・シャンソン（2005年3月）Sony Music Direct〈CBSソニー時代の全シングルA面、アルバムからの2枚組ベスト〉
- エッセンシャル・ベスト（2007年12月） Sony Music Direct 〈CBSソニー時代のベスト〉
- 決定版2010（2009年12月）キング・レコード
- 決定版2016（2015年12月）キング・レコード
- 梓みちよ ベスト50（2017年2月）キング・レコード　CD3枚組
- 決定版2020（2019年12月）キング・レコード

### ライブ・アルバム
- 梓みちよ オン・ステージ（1972年）1972/9/6 渋谷公会堂でのライブ
- 梓みちよ・リサイタル（1975年）1975/2/17 大阪フェスティバル・ホールでのライブ

### オムニバス盤
- たのしい、たのしいクリスマス（1963年11月）
⇒CD化（1991年11月・キングKICX-144）
- おかあさんへプレゼント（1966年）

### 映像作品
- 梓みちよ パフォーマンス（1983年）
- 夢であいましょう（1991年）全5巻VHS
- 歌の妖精（2001年）全7巻VHS

### タイアップ曲
| 年     | 楽曲                     | タイアップ                                            |
| ------ | ------------------------ | ----------------------------------------------------- |
| 1964年 | うそなんか いうもんか    | NHK「みんなのうた」                                   |
| 1965年 | 虹を掴もうよ             | 映画「虹をつかむ恋人たち」主題歌                      |
| 1967年 | お嫁さん                 | フジテレビ系ドラマ「お嫁さん」主題歌                  |
| 1972年 | 愛はルフラン             | 朝日放送テレビ系「新婚さんいらっしゃい!」テーマソング |
| 1979年 | よろしかったら           | 日本専売公社「パートナー」CMソング                    |
| 1980年 | 淋しい兎を追いかけないで | TBS系ドラマ「さよならお竜さん」主題歌                 |
| 1982年 | 恋はウー・ラ・ラ・ラ     | アートネイチャーCMソング                              |
| 1983年 | もっと人生を下さい       | TBS系「花王 愛の劇場」OPテーマ                        |
| 1983年 | もっと人生を下さい       | TBS系ドラマ「家族づくり」EDテーマ                     |
| 1992年 | FOREVER FRIENDS          | 日本テレビ系「ハートにジャストミート」EDテーマ        |

## 出演

### 映画
- 夢で逢いましょ（1962年、東宝）星野洋子 役
- 若い仲間たち うちら祇園の舞妓はん（1963年、東宝）牧ミチル 役
- こんにちは赤ちゃん（1964年、東宝）主演・会田道代 役（主題歌も担当）
- 虹をつかむ恋人たち（1965年、東映）
- てなもんや東海道（1966年、東宝）お染 役
- ドリフターズですよ!全員突撃（1969年、東宝）人魚の風子 役
- アッと驚く為五郎（1970年、松竹）

### テレビドラマ
- ぼうや（1963年4月15日 - 9月30日、日本テレビ）
- 松本清張シリーズ 万葉翡翠（1966年3月、関西テレビ）主演
- お嫁さん（1）（1966年6月 - 12月、フジテレビ）主演・山縣まち子 役（主題歌も担当）
- 夏に恋する女たち（1983年8月5日 - 9月30日、TBS）青山早苗 役
- 銀河テレビ小説 男の子育て日記（1987年6月8日 - 7月3日、NHK総合）
- 透明人間 第5話（1996年5月11日、日本テレビ）
- ビューティ7 第10話（2001年9月5日、日本テレビ）田浦せつ 役
- 水戸黄門 第39部 第11話「若妻の言えない秘密? -天草-」（2008年12月22日、TBS）お勢 役

### バラエティ
- 新婚さんいらっしゃい!（1971年7月 - 1978年2月、朝日放送）アシスタント
- 11PM（1982年6月 - 1983年5月、日本テレビ）金曜アシスタント

### 吹き替え
- 知りすぎていた男（ドリス・デイ）

### 人形劇
- ヤンマーファミリーアワー 飛べ!孫悟空（タコ妖怪）

### CM
- 日本専売公社「パートナー」（たばこ）
- キングコモディティ証券

### ラジオ
- 梓みちよ 美の秘訣（2014年10月4日 - 12月27日、TBSラジオ）
- FM25時 梓みちよ ミュージック・ラウンジ（エフエム東京）

### NHK紅白歌合戦出場歴
| 年度/放送回               | 回 | 曲目                        | 出演順 | 対戦相手           | 備考                           |
| ------------------------- | -- | --------------------------- | ------ | ------------------ | ------------------------------ |
| 1963年（昭和38年）/第14回 | 初 | こんにちは赤ちゃん          | 20/25  | 坂本九             | 初出場                         |
| 1964年（昭和39年）/第15回 | 2  | リンデンバウムの歌          | 09/25  | ボニー・ジャックス |                                |
| 1965年（昭和40年）/第16回 | 3  | 忘れたはずなのに            | 06/25  | ダーク・ダックス   |                                |
| 1966年（昭和41年）/第17回 | 4  | ポカンポカン                | 22/25  | マイク眞木         |                                |
| 1967年（昭和42年）/第18回 | 5  | 渚のセニョリーナ            | 06/23  | 三田明             |                                |
| 1968年（昭和43年）/第19回 | 6  | 月夜と舟と恋                | 18/23  | デューク・エイセス |                                |
| 1969年（昭和44年）/第20回 | 7  | こんにちは赤ちゃん（2回目） | 16/23  | 水原弘             |                                |
| 1974年（昭和49年）/第25回 | 8  | 二人でお酒を                | 07/25  | 殿さまキングス     | 5年ぶりに復帰出場              |
| 1975年（昭和50年）/第26回 | 9  | リリー・マルレーン          | 19/24  | 沢田研二           |                                |
| 1976年（昭和51年）/第27回 | 10 | メランコリー                | 10/24  | 菅原洋一           |                                |
| 1992年（平成4年）/第43回  | 11 | こんにちは赤ちゃん（3回目） | 08/28  | デューク・エイセス | 16年ぶりに復帰・生涯最後の出場 |

- 対戦相手の歌手名の()内の数字はその歌手との対戦回数、備考のトリ等の次にある()はトリ等を務めた回数を表す。
- 曲名の後の（○回目）は紅白で披露された回数を表す。
- 出演順は「（出演順）／（出場者数）」で表す。

### NHKみんなのうた出演歴
| 曲                    | コーラス       | 初放送年月                  | 再放送                                                  |
| --------------------- | -------------- | --------------------------- | ------------------------------------------------------- |
| うそなんか いうもんか | （なし）       | 1964年（昭和39年）6月 - 7月 | 2017年（平成29年）4月 - 5月 2021年（令和3年）6月 - 7月  |
| 海の底から            | 杉並児童合唱団 | 1966年（昭和41年）7月       | （なし）                                                |
| はつ夏の潮騒          | （なし）       | 1972年（昭和47年）6月 - 7月 | 1973年（昭和48年）6月 - 7月 2015年（平成27年）6月 - 7月 |